# Ailetz Lasa
Ailetz Lasa Lizarraga, né le 15 mars 2000 à Ziordia, est un coureur cycliste espagnol.

## Biographie
Ailetz Lasa est originaire de Ziordia, en Navarre. Durant son enfance, il combine d'abord le football et le cyclisme. Il finit toutefois par privilégier les compétitions cyclistes. Sa première licence est prise au sein d'un club basé dans la vallée de la Burunda. Lors de cette période, il remporte six courses chez les cadets. Il s'impose aussi à une reprise parmi les juniors, malgré une mononucléose,.
Entre 2019 et 2023, il évolue dans la réserve de la formation Euskaltel-Euskadi. Principalement actif sur le circuit basque, il obtient deux victoires et diverses places d'honneur. Il effectue également un stage dans l'équipe première en 2022. Mais ses dirigeants ne lui offrent pas de contrat professionnel. Lasa décide alors de quitter la structure pour rejoindre le club Telcom-On Clima-Osés en 2024. Sous ses nouvelles couleurs, il gagne le San Juan Sari Nagusia. Il termine par ailleurs deuxième du contre-la-montre inaugural du Tour de Galice, ou encore septième d'une manche inscrite au calendrier de la Coupe d'Espagne amateurs.
Il parvient finalement à passer professionnel en 2025 avec l'équipe continentale AP Hotels & Resorts-Tavira-SC Farense, qui court sous pavillon portugais. Son premier contrat s'étend sur une saison.

## Palmarès
- 2016
  - 2e du championnat du Pays basque sur route cadets[4]
- 2020
  - 2e du championnat de Navarre du contre-la-montre
- 2021
  - Dorletako Ama Saria
  - 2e de la San Martín Proba
- 2022
  - 3e du Challenge Itaroa
- 2023
  - Andra Mari Sari Nagusia
  - 2e de la San Martín Proba
  - 2e du Mémorial José María Anza
- 2024
  - San Juan Sari Nagusia